# Antônia
Antônia Ronnycleide da Costa Silva, mer känd under artistnamnet Antônia,  född den 26 april 1994 i Pau dos Ferros, är en brasiliansk fotbollsspelare.

## Karriär
Antônia inledde sin seniorkarriär i ABC. Hon har även spelat för bland annat Madrid CFF innan hon 2022 kontrakterades av Levante UD Femenino. 2025 värvades hon av Real Madrid Femenino. Hon debuterade i Brasiliens damlandslag år 2020, och ingick i det lag som vid olympiska sommarspelen 2024 i Paris tog silver efter att ha förlorat finalen mot USA.